# Grand Prix USA 2000
Grand Prix USA (XXIX. SAP United States Grand Prix ) byla 15. závodem sezóny 2000, který se konal 24. září 2000 na okruhu Indianapolis. V závodě zvítězil, Michael Schumacher na voze Ferrari. Rubens Barrichello zajistil druhým místem pro Ferrari double.

## Kvalifikace
Formule 1 se do USA vrátila po devíti letech, tentokrát na okruh Indianapolis Motor Speedway, na kterém se první závod uskutečnil již v červnu 1909, tehdy šlo ovšem o závod horkovzdušných balonů. První automobilový závod se tu konal o dva měsíce později, jako povrch byl použit drcený kámen zalitý v dehtu. To se ukázalo jako velmi nebezpečné řešení, proto došlo hned následující rok k přestavbě a místo kamenného povrchu byly použity cihly. Na vydláždění celého okruhu bylo zapotřebí 3,2 milionu cihel. První závod na 500 mil se tu uskutečnil v roce 1911. Každoročně hostí okruh dva slavné závody; 500 mil v Indianapolis a Allstate 400 at The Brickyard. Od roku 2000 přibyla Grand Prix USA vozů Formule 1.
Eddie Irvine přirovnal okruh k mixu Monzy a Hungaroringu. Vnitřní část, která vznikla uprostřed oválu, je velmi pomalá, pomalejší než Hungaroring, ta pak navazuje na vysokorychlostní ovál s klopenými zatáčkami. Cílem bylo najít kompromis v nastavení pro pomalé technické pasáže a rychlé úseky. Většina týmů zvládla nastavení vozů bez větších problémů, výjimku tvořil jen Benetton a Jaguar. V boji o přední pozice zůstalo vše beze změn o pole positions se přetahovali jezdci Ferrari a McLarenu. Kvalifikace se však změnila v taktickou bitvu o čistou stopu, proto jsme byli svědky jak Mika Häkkinen bez větších problémů přenechal druhou pozici stájovému kolegovi Coulthardovi, protože start ze třetí pozice byl daleko výhodnější. Pole position si zajistil Schumacher na Ferrari před Davidem Coulthardem, třetí startoval Mika Häkkinen a čtvrtý Rubens Barrichello. O další pozice svedly boj vozy Jordan a Williams, nakonec se mohl radovat Eddie Jordan, jehož vůz řízený Jarno Trullim porazil Williams Jensona Buttona a druhý Jordan si zajistil hned následující místo. V týmu Williams zastínil mladý Brit Jenson Button stájového kolegu Ralfa Schumachera, kterému místní trať nesedla a startoval až z desáté pozice.

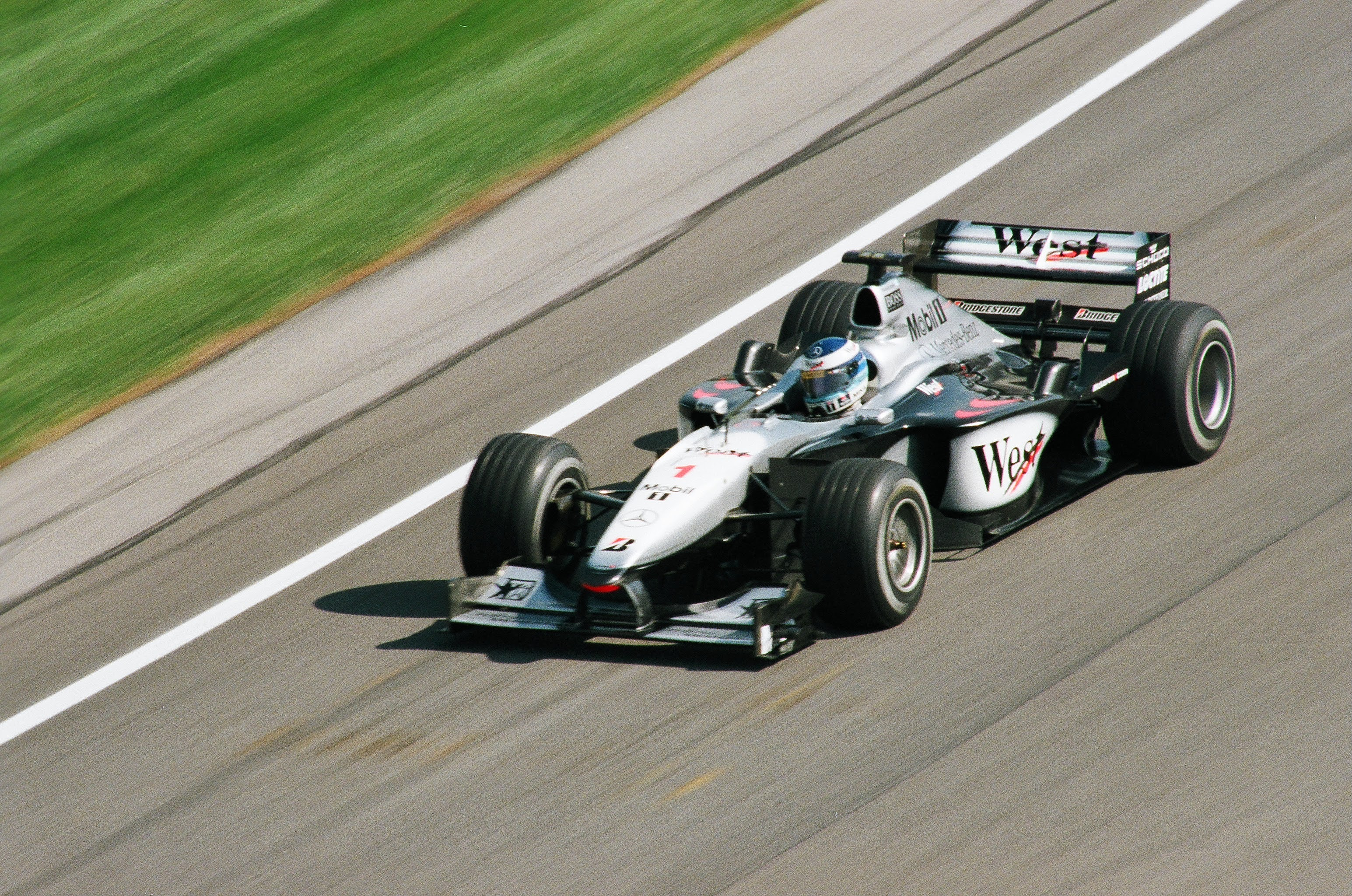
Mika Häkkinen s vozem McLaren MP4/15 během kvalifikace.

Velká pozornost se soustředila na to, jak si s tratí poradí Jacques Villeneuve, vítěz závodu na 500 mil. Jeho snaha nakonec stačila až na 8. místo. Jeho kolega z týmu BAR Ricardo Zonta startoval z 12 pozice. Devátá pozice na startovním roštu patřila asi největšímu překvapení - po bezchybné jízdě si ji zajistil Pedro Diniz s vozem Sauber. Se stejným vozem se Mika Salo kvalifikoval na 14. pozici, navíc si stěžoval na nastavení vozu, kdy bylo prakticky nemožné nalézt rovnováhu mezi odlišnými úseky tratě. Benetton s nastavením vozu bojoval prakticky po celý závodní víkend, a tak bylo 11. místo Wurze a 15. Fisichella, určitým zklamáním.

## Závod
Obavy pořadatelů, že v USA nebude o závody formule 1 zájem, se nepotvrdily. Tribuny na oválu se naplnily několika typy fanoušků, těmi, kteří znali legendy z let minulých (naposledy se v USA jelo v roce 1991), a těmi kteří přišli srovnávat F1 s IRL nebo Cart.
Začátek deštivého závodu byl dost neobvyklý. Startér nechal červená světla svítit nečekaně déle než je zvykem. Vůz Michaela Schumacher se mírně pohnul a David Coulthard nedokázal udržet nervy v klidu a odstartoval na hranici regulí. Elegantní vlnkou se dostal před Schumacher a do první zatáčky vjížděli téměř současně, ale Britovi to vyšlo mnohem lépe a ujal se vedení. Start se vůbec nepovedl Frentzenovi, přes kterého šel jak Villeneuve, tak Ralf Schumacher. Nejtěsnější souboj sváděli v prvním kole Jarno Trulli a mnohem rychleji jedoucí Jenson Button. Na konci cílové rovinky se Button pokusil Trulliho předjet, namísto toho do sebe lehce ťukli a oba se dostali mimo trať. Oba museli zajet do boxu a poté, co se vrátili na trať, byli na samém chvostu startovního pole. Situace v čele závodu se stabilizovala, vedl Coulthard (jehož předčasný start však prošetřovali komisaři) před Schumacherem a Häkkinenem.

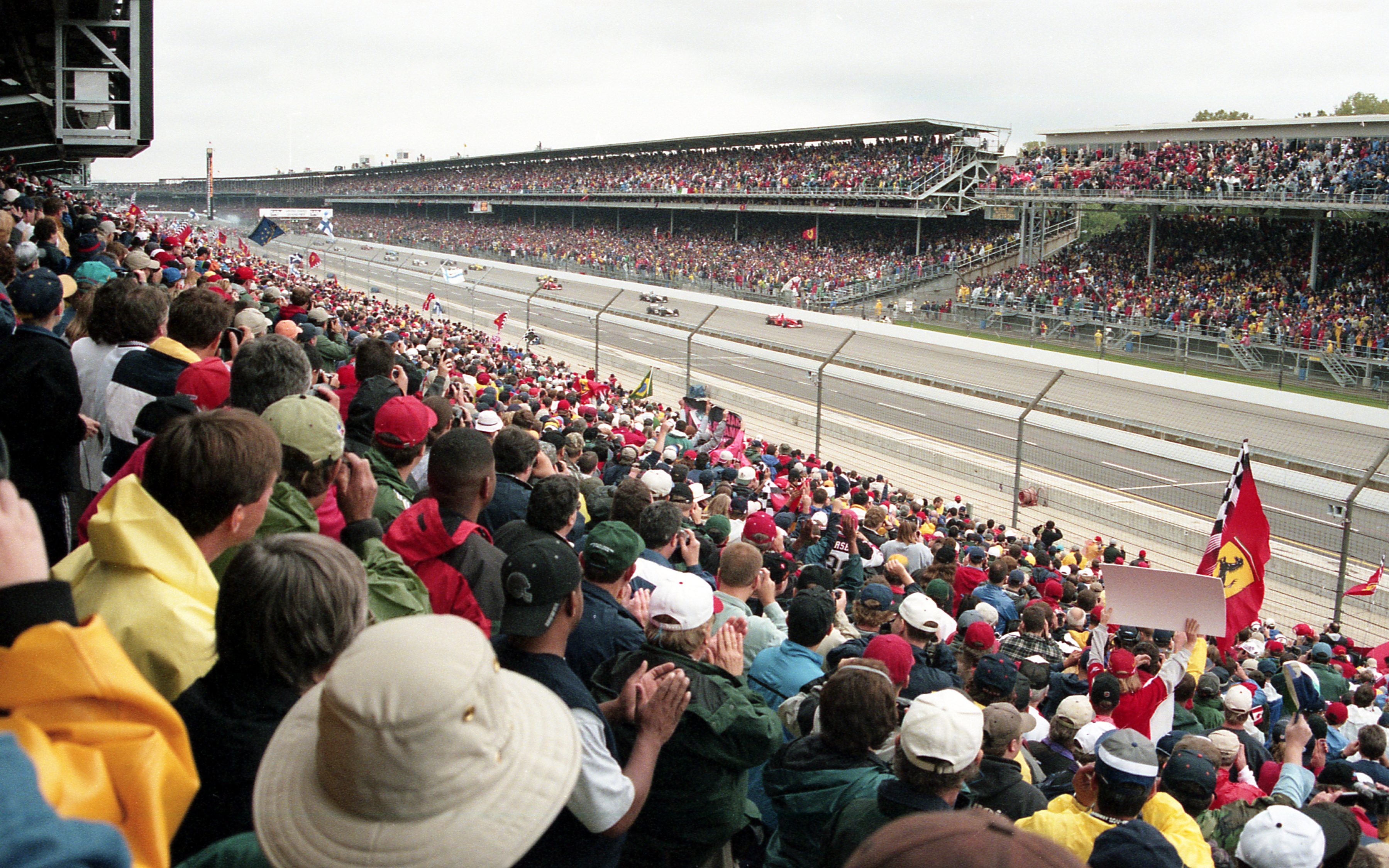
Přes 250,000 fanoušků se přišlo podívat na návrat formule 1 do USA

Mezitím komisaři rozhodli o Coulthrdově provinění a Britovo počínání bylo ohodnoceno penalizací „stop&go“. Zatímco si David odpykával trest v boxu, začala trať osychat a nastalo hromadné přezouvání. Tato taktika vyšla nejlépe Frentzenovi a Dinizovi, kteří se dostali hned za Schumachera. Naopak vůbec to nezvládl Coulthard, který se propadl až na 16. místo, kde zůstal několik kol za pomalým Genem na Minardi. Strategie Ferrari byla nechat Schumachera co nejdéle na trati s mokrými pneumatikami a to se skutečně osvědčilo. Mika Häkkinen zajel pro pneumatiky v 7. kole a vrátil se za Mazzacanem jezdícím na čtvrtém místě. Schumacher se Häkkinenovi, jehož brzdil pomalu jedoucí Minardi, každým kolem vzdaloval. Poté, co Mazzacane zajel do boxu, měl Mika cestu volnou a zahájil stíhací jízdu. Mika byl již čtyři sekundy za Ferrari, když mu explodoval motor. Schumacher se tak ocitl bez vážnější konkurence a ke konci závodu pomalu ztrácel koncentraci a udělal hodiny, což se naštěstí obešlo bez poškození vozu. Schumacher později na tiskové konferenci přiznal, že se nesoustředil a až rozhořčený hlas Rosse Brawna v týmovém rádiu jej přinutil znovu se plně koncentrovat na závod. Rubens Barrichello byl zaměstnaný poněkud více. Ze čtvrtého místa z prvních kol klesl na patnácté místo a zrychlit dokázal až postupným ubýváním paliva. V závěrečných kolech se dostal před Frentzena na druhé místo. Frentzen byl s třetím místem spokojený, zvláště po nepovedeném začátku. Pro tým BAR bylo čtvrté místo Villeneuvea a šesté Zonty důvodem k oslavě a zároveň vzkazem soupeřům, že se s nimi musí počítat. Sedmé místo získal Eddie Irvine s vozem Jaguar, ale hrdinou dne byl u Jaguaru Johnny Herbert, který se jako jediný pustil do závodu na suchých pneumatikách a z posledního místa, kam se po startu propadl, se dokázal prodrat až na 5. místo ve 26. kole. Po zastávce v boxech se mu již tak nedařilo.

## Výsledky
- 24. září 2000
- Okruh Závodní okruh v Indianapolis
- 73 kol x 4,192 km = 306,016 km
- 661. Grand Prix
- 42. vítězství Michaela Schumachera
- 133. vítězství pro Ferrari
- 48. vítězství pro Německo
- 39. vítězství pro vůz se startovním číslem 3

| Pozice | Jezdec                | Vůz             | Čas         |
| ------ | --------------------- | --------------- | ----------- |
| 1      | Michael Schumacher    | Ferrari F1-2000 | 1:36'30.883 |
| 2      | Rubens Barrichello    | Ferrari F1-2000 | á 0:12:118  |
| 3      | Heinz-Harald Frentzen | Jordan EJ10     | á 0:17:368  |
| 4      | Jacques Villeneuve    | BAR 002         | á 0:17:936  |
| 5      | David Coulthard       | McLaren MP4/15  | á 0:28:813  |
| 6      | Ricardo Zonta         | BAR 002         | á 0:51:694  |
| 7      | Eddie Irvine          | Jaguar R1       | á 1:11:115  |
| 8      | Pedro Diniz           | Sauber C19      | á 1 kolo    |
| 9      | Nick Heidfeld         | Prost AP03      | á 1 kolo    |
| 10     | Alexander Wurz        | Benetton B200   | á 1 kolo    |
| 11     | Johnny Herbert        | Jaguar R1       | á 1 kolo    |
| 12     | Marc Gené             | Minardi M02     | á 1 kolo    |
| Kolo   | Odstoupili            | -               | Příčina     |
| 64     | Jean Alesi            | Prost AP03      | Motor       |
| 59     | Gaston Mazzacane      | Minardi M02     | Motor       |
| 58     | Ralf Schumacher       | Williams FW22   | Motor       |
| 45     | Pedro de la Rosa      | Arrows A21      | Převodovka  |
| 44     | Giancarlo Fisichella  | Benetton B200   | Motor       |
| 34     | Jos Verstappen        | Arrows A21      | Brzdy       |
| 25     | Mika Häkkinen         | McLaren MP4/15  | Motor       |
| 18     | Mika Salo             | Sauber C19      | Mimo trať   |
| 14     | Jenson Button         | Williams FW22   | Motor       |
| 12     | Jarno Trulli          | Jordan EJ10     | Kolize      |

### Nejrychlejší kolo
David Coulthard - McLaren MP4/15- 1'14711
- 14. nejrychlejší kolo Davida Coultharda
- 99. nejrychlejší kolo pro McLaren
- 177. nejrychlejší kolo pro Velká Británie
- 61. nejrychlejší kolo pro vůz se startovním číslem 2

### Vedení v závodě
| Kola          | km         | Jezdec             | %   |
| ------------- | ---------- | ------------------ | --- |
| 1. – 6. kolo  | 25,152 km  | David Coulthard    | 8%  |
| 7. – 73. kolo | 280,864 km | Michael Schumacher | 92% |

| DC | M. Schumacher |
| -- | ------------- |

### Postavení na startu
Michael Schumacher - Ferrari- 1'14.266
- 30. Pole position Michaela Schumachera
- 135. Pole position pro Ferrari
- 33. Pole position pro Německo
- 35. Pole position pro vůz se startovním číslem 3

| 1                                      | 2                                   |
| Michael Schumacher Ferrari 1'14.266    | David Coulthard McLaren 1'14.392    |
| 3                                      | 4                                   |
| Mika Häkkinen McLaren 1'14.428         | Rubens Barrichello Ferrari 1'14.600 |
| 5                                      | 6                                   |
| Jarno Trulli Jordan 1'15.006           | Jenson Button Williams 1'15.017     |
| 7                                      | 8                                   |
| Heinz Harald Frentzen Jordan 1'15.067  | Jacques Villeneuve BAR 1'15.317     |
| 9                                      | 10                                  |
| Pedro Diniz Sauber 1'15.418            | Ralf Schumacher Williams 1'15.484   |
| 11                                     | 12                                  |
| Alexander Wurz Benetton 1'15.762       | Ricardo Zonta BAR 1'15.784          |
| 13                                     | 14                                  |
| Jos Verstappen Arrows 1'15.808         | Mika Salo Sauber 1'15.881           |
| 15                                     | 16                                  |
| Giancarlo Fisichella Benetton 1'15.907 | Nick Heidfeld Prost 1'16.060        |
| 17                                     | 18                                  |
| Eddie Irvine Jaguar 1'16.098           | Pedro de la Rosa Arrows 1'16.143    |
| 19                                     | 20                                  |
| Johnny Herbert Jaguar 1'16.225         | Jean Alesi Prost 1'16.471           |
| 21                                     | 22                                  |
| Gaston Mazzacane Minardi 1'16.809      | Marc Gené Minardi 1'17.161          |
| -------------------------------------- | ----------------------------------- |

- 107 % = 1'19"465

### Kvalifikace
| *  | Warm-Up                                | *  | I. Sekce                               | *  | II. Sekce                              | *  | Kvalifikace                            |
| -- | -------------------------------------- | -- | -------------------------------------- | -- | -------------------------------------- | -- | -------------------------------------- |
| 1  | David Coulthard McLaren 1'23.144       | 1  | David Coulthard McLaren 1'14.561       | 1  | Michael Schumacher Ferrari 1'14.804    | 1  | Michael Schumacher Ferrari 1'14.266    |
| 2  | Mika Häkkinen McLaren 1'23.706         | 2  | Mika Häkkinen McLaren 1'14.695         | 2  | Rubens Barrichello Ferrari 1'15.014    | 2  | David Coulthard McLaren 1'14.392       |
| 3  | Michael Schumacher Ferrari 1'23.922    | 3  | Michael Schumacher Ferrari 1'14.927    | 3  | David Coulthard McLaren 1'15.139       | 3  | Mika Häkkinen McLaren 1'14.428         |
| 4  | Jacques Villeneuve BAR 1'24.012        | 4  | Rubens Barrichello Ferrari 1'15.144    | 4  | Jenson Button Williams 1'15.153        | 4  | Rubens Barrichello Ferrari 1'14.600    |
| 5  | Jarno Trulli Jordan 1'24.038           | 5  | Heinz-Harald Frentzen Jordan 1'15.226  | 5  | Mika Häkkinen McLaren 1'15.293         | 5  | Jarno Trulli Jordan 1'15.006           |
| 6  | Jos Verstappen Arrows 1'24.119         | 6  | Ralf Schumacher Williams 1'15.249      | 6  | Heinz-Harald Frentzen Jordan 1'15.399  | 6  | Jenson Button Williams 1'15.017        |
| 7  | Rubens Barrichello Ferrari 1'24.517    | 7  | Jarno Trulli Jordan 1'15.646           | 7  | Giancarlo Fisichella Benetton 1'15.626 | 7  | Heinz-Harald Frentzen Jordan 1'15.067  |
| 8  | Giancarlo Fisichella Benetton 1'24.622 | 8  | Jenson Button Williams 1'15.741        | 8  | Jacques Villeneuve BAR 1'15.637        | 8  | Jacques Villeneuve BAR 1'15.317        |
| 9  | Pedro de la Rosa Arrows 1'24.626       | 9  | Marc Gené Minardi 1'15.806             | 9  | Ralf Schumacher Williams 1'15.738      | 9  | Pedro Diniz Sauber 1'15.418            |
| 10 | Jenson Button Williams 1'24.675        | 10 | Jacques Villeneuve BAR 1'16.147        | 10 | Jarno Trulli Jordan 1'16.077           | 10 | Ralf Schumacher Williams 1'15.484      |
| 11 | Ricardo Zonta BAR 1'24.692             | 11 | Alexander Wurz Benetton 1'16.345       | 11 | Pedro Diniz Sauber 1'16.169            | 11 | Alexander Wurz Benetton 1'15.762       |
| 12 | Heinz-Harald Frentzen Jordan 1'24.719  | 12 | Eddie Irvine Jaguar 1'16.546           | 12 | Ricardo Zonta BAR 1'16.180             | 12 | Ricardo Zonta BAR 1'15.784             |
| 13 | Ralf Schumacher Williams 1'24.720      | 13 | Jos Verstappen Arrows 1'16.572         | 13 | Jos Verstappen Arrows 1'16.260         | 13 | Jos Verstappen Arrows 1'15.808         |
| 14 | Eddie Irvine Jaguar 1'24.765           | 14 | Nick Heidfeld Prost 1'16.626           | 14 | Johnny Herbert Jaguar 1'16.308         | 14 | Mika Salo Sauber 1'15.881              |
| 15 | Alexander Wurz Benetton 1'25.135       | 15 | Ricardo Zonta BAR 1'16.656             | 15 | Nick Heidfeld Prost 1'16.363           | 15 | Giancarlo Fisichella Benetton 1'15.907 |
| 16 | Johnny Herbert Jaguar 1'25.199         | 16 | Mika Salo Sauber 1'16.660              | 16 | Alexander Wurz Benetton 1'16.368       | 16 | Nick Heidfeld Prost 1'16.060           |
| 17 | Marc Gené Minardi 1'25.369             | 17 | Johnny Herbert Jaguar 1'16.670         | 17 | Pedro de la Rosa Arrows 1'16.508       | 17 | Eddie Irvine Jaguar 1'16.098           |
| 18 | Jean Alesi Prost 1'25.373              | 18 | Pedro de la Rosa Arrows 1'16.787       | 18 | Mika Salo Sauber 1'16.542              | 18 | Pedro de la Rosa Arrows 1'16.143       |
| 19 | Nick Heidfeld Prost 1'25.387           | 19 | Pedro Diniz Sauber 1'16.838            | 19 | Gaston Mazzacane Minardi 1'16.653      | 19 | Johnny Herbert Jaguar 1'16.225         |
| 20 | Gaston Mazzacane Minardi 1'25.831      | 20 | Gaston Mazzacane Minardi 1'16.902      | 20 | Eddie Irvine Jaguar 1'16.662           | 20 | Jean Alesi Prost 1'16.471              |
| 21 | Pedro Diniz Sauber 1'26.126            | 21 | Giancarlo Fisichella Benetton 1'17.053 | 21 | Jean Alesi Prost 1'17.100              | 21 | Gaston Mazzacane Minardi 1'16.809      |
| 22 | Mika Salo Sauber 1'27.098              | 22 | Jean Alesi Prost 1'18.213              | 22 | Marc Gené Minardi 1'17.317             | 22 | Marc Gené Minardi 1'17.161             |

### Zajímavosti
- 50 GP pro Alexandera Wurze

| Pole position      | Vítězství          | Nejrychlejší kolo  |
| Německo            | Německo            | Spojené království |
| Michael Schumacher | Michael Schumacher | David Coulthard    |
| Ferrari F1-2000    | Ferrari F1-2000    | McLaren MP4/15     |
| 1'14.266           | 1:36'30.883        | 1'14.711           |
| 203.205 km/h       | 190.240 km/h       | 201.994 km/h       |
| ------------------ | ------------------ | ------------------ |

### Stav MS
- GP - body získané v této Grand Prix

| *  | Jezdec                | Body | GP | * | Vůz      | Body | GP | * | Stát               | Body | GP |
| -- | --------------------- | ---- | -- | - | -------- | ---- | -- | - | ------------------ | ---- | -- |
| 1  | Michael Schumacher    | 88   | 10 | 1 | Ferrari  | 143  | 16 | 1 | Německo            | 123  | 14 |
| 2  | Mika Häkkinen         | 80   | -  | 2 | McLaren  | 133  | 2  | 2 | Finsko             | 86   | -  |
| 3  | David Coulthard       | 63   | 2  | 3 | Williams | 34   | -  | 3 | Spojené království | 76   | 2  |
| 4  | Rubens Barrichello    | 55   | 6  | 4 | Benetton | 20   | -  | 4 | Brazílie           | 58   | 7  |
| 5  | Ralf Schumacher       | 24   | -  | 5 | Jordan   | 17   | 4  | 5 | Itálie             | 24   | -  |
| 6  | Giancarlo Fisichella  | 18   | -  | 6 | BAR      | 17   | 4  | 6 | Kanada             | 14   | 3  |
| 7  | Jacques Villeneuve    | 14   | 3  | 7 | Arrows   | 7    | -  | 7 | Nizozemsko         | 5    | -  |
| 8  | Heinz-Harald Frentzen | 11   | 4  | 8 | Sauber   | 6    | -  | 8 | Rakousko           | 2    | -  |
| 9  | Jenson Button         | 10   | -  | 9 | Jaguar   | 3    | -  | 9 | Španělsko          | 2    | -  |
| 10 | Jarno Trulli          | 6    | -  |   |          |      |    |   |                    |      |    |
| 11 | Mika Salo             | 6    | -  |   |          |      |    |   |                    |      |    |
| 12 | Jos Verstappen        | 5    | -  |   |          |      |    |   |                    |      |    |
| 13 | Eddie Irvine          | 3    | -  |   |          |      |    |   |                    |      |    |
| 14 | Ricardo Zonta         | 3    | 1  |   |          |      |    |   |                    |      |    |
| 15 | Alexander Wurz        | 2    | -  |   |          |      |    |   |                    |      |    |
| 16 | Pedro de la Rosa      | 2    | -  |   |          |      |    |   |                    |      |    |